# 에이브리
에이브리는 대한민국의 음악 그룹이다. 2017년 싱글 앨범 [오리의 꿈]으로 데뷔했다.

## 공연
- ABRY Lovely Christmas! (2018)
- 막주금라이브 (2019)